# キューピッド (クラナッハの絵画)
『キューピッド』（独: Amor、英: Cupid）は、ドイツ・ルネサンス期の画家ルーカス・クラナッハ (父) が1515年ごろ、または1530年ごろに菩提樹板の上に油彩で制作した絵画である。画家は「ヴィーナスとキューピッド」を題材とした、少しずつ異なるヴァリエーションを繰り返し描いたが、本作も元来はそうした作品の1つであったものの断片で、ギリシア神話の愛の神キューピッドを表している。作品は1663年にアンブラス城のコレクションに記録されており、現在はウィーンの美術史美術館に所蔵されている。

## 作品
キューピッドは、ヴィーナスとマルスの息子とされる。古代ギリシアではエロスと呼ばれ、偉大な愛の神として崇められたが、ヘレニズム期から古代ローマ期以降は「愛欲の神」として矮小化され、その姿も青年から少年へ、そして幼児へと変貌する。彼の矢に一たび射られると、人は分別を失い、恋心の赴くままに行動してしまうとされる。
クラナッハは、1509年にアルプス以北で最初のヴィーナスの等身大の裸体像『ヴィーナスとキューピッド』 (エルミタージュ美術館) を描いて以降、数十年にわたり同一主題の絵画を様々に描いた。それらの作品の多くで、キューピッドは総じてはしゃいだ姿を見せているが、本作のキューピッドは比較的おとなしく、エルミタージュ美術館の所蔵作を想起させる。
画面のキューピッドは弓矢をつがえながら、身体を捻って肩越しに振り返り、鑑賞者を見ている。羽のある彼の翼は、入念な筆致で生き生きと描かれている。画面右端には、裸体のヴィーナスの脚のごく一部分が微かに見えている。切断されているこの絵画本来の姿は、それを複製にした17世紀のキャンバス画 (ヴァイマール、古典期財団蔵) に見て取れる。その複製で、ヴィーナスはチョーカーのような黄金の首飾りと透明といってよい薄いヴェールを纏い、鑑賞者のほうを見つめている。
なお、ヴァイマールの複製が失われた本作を忠実に模写したものであれば、本作の失われた部分には「キューピッドの放つ矢に用心されよ」という道徳的な警句を含む銘文が記されていたはずである。

## 同主題作

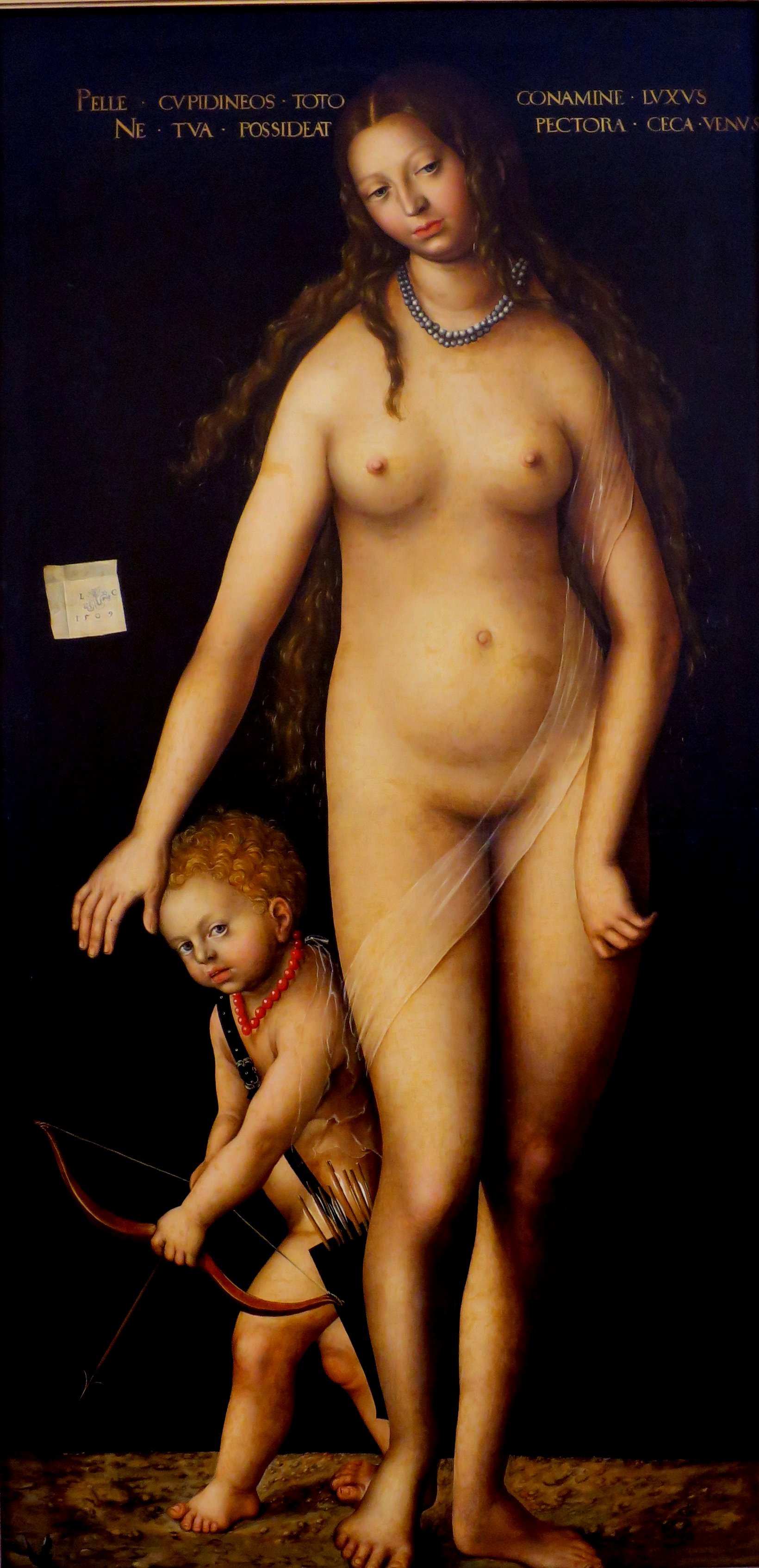
『ヴィーナスとキューピッド』、エルミタージュ美術館、1509年
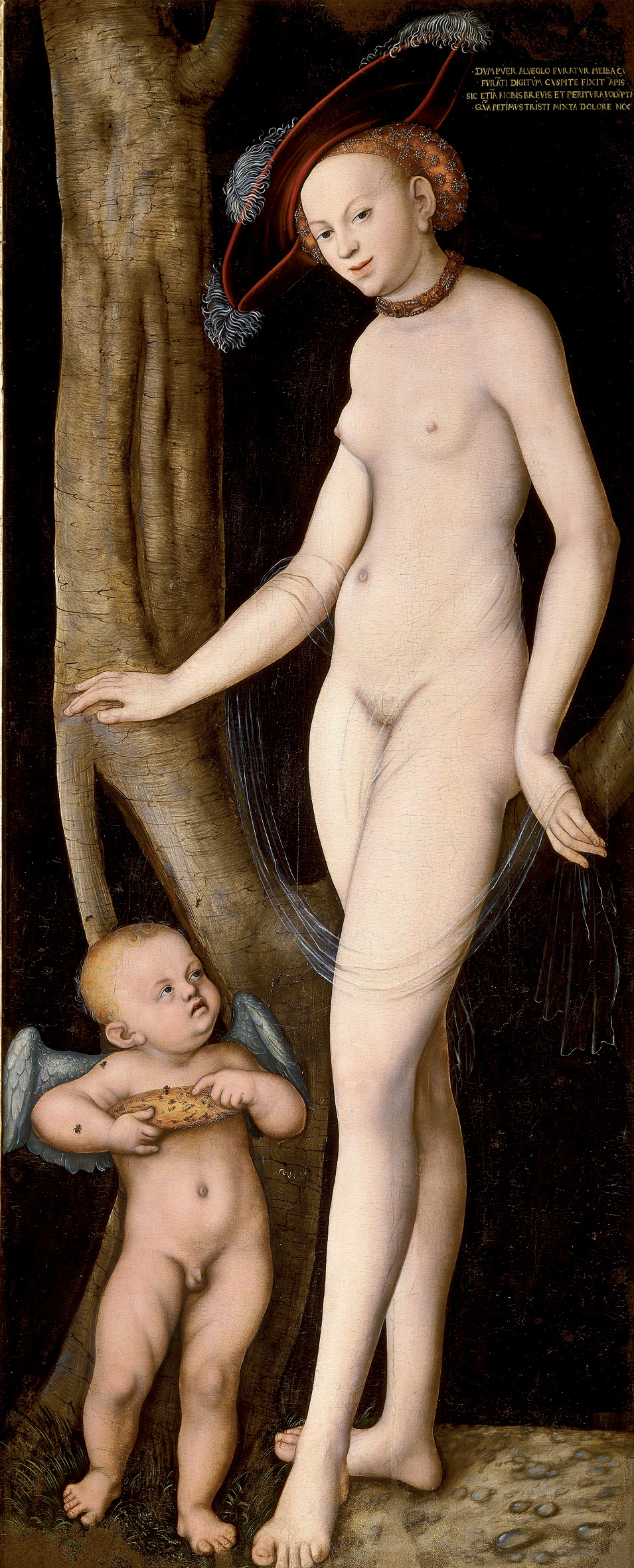
『ハチミツ泥棒のキューピッドといるヴィーナス（英語版）』、ボルゲーゼ美術館、ローマ、 1531年
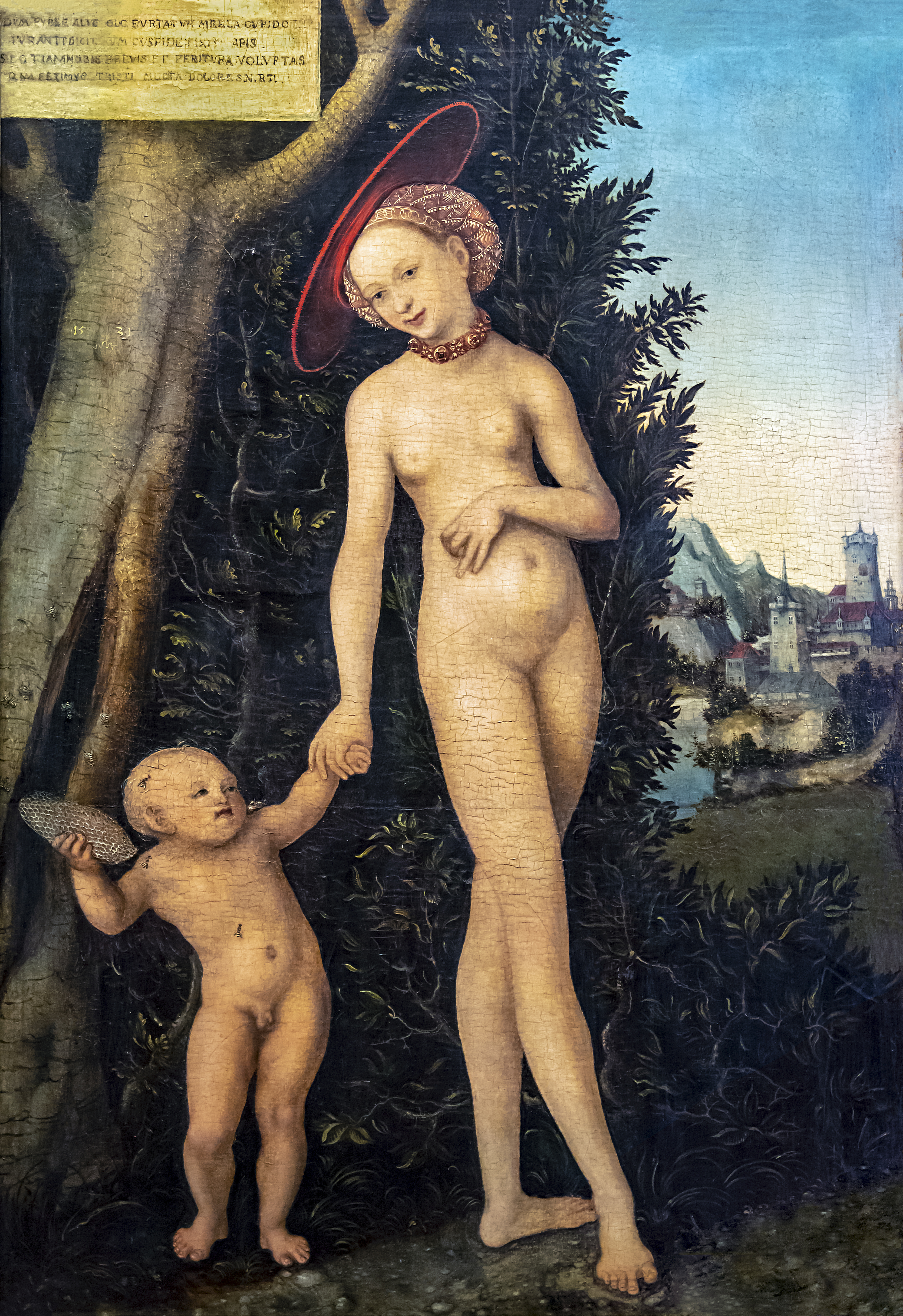
『ヴィーナスとキューピッド』、バンベール財団（英語版）、トゥールーズ、1531年